# Hans Tintelnot
Hans Julius Leonhard Wilhelm August Tintelnot (* 27. September 1909 in Lemgo; † 2. Januar 1970 in Hofgeismar) war ein deutscher Kunsthistoriker und Maler. Er befasste sich insbesondere mit der Epoche des Barocks.

## Leben
Hans Tintelnot war ein Sohn des Kolonialwarengroßhändlers Friedrich Wilhelm Tintelnot. Dessen Ehefrau Ida entstammte einer Pfarrerfamilie.
Er besuchte das Gymnasium in Lemgo, wo Karl Meier zu seinen Lehrern gehörte. Auf dessen Anregung hin schrieb er 1929 eine Arbeit über Grabmäler und Epitaphien Lippes. Im selben Jahr legte Tintelnot sein Abitur ab. Er studierte, unterstützt von seinem Onkel Leonhard Wahrburg (1860–1933), Kunstgeschichte, Literaturgeschichte, Geschichte und Archäologie an den Universitäten München, Wien und Breslau. Dort besuchte er außerdem die Kunstakademie.
Tintelnot wandte sich in vielerlei Hinsicht dem Nationalsozialismus zu. Er war Mitglied der NSDAP. Außerdem trat er der Reichskunstkammer, dem Nationalsozialistischen Lehrerbund und dem Nationalsozialistischen Deutschen Dozentenbund bei. Auch als Blockwalter in der Nationalsozialistischen Volkswohlfahrt war er aktiv. Er heiratete 1936 Monika Atzert, die ebenfalls Kunsthistorikerin war. Aus der Ehe gingen zwei Töchter hervor, die in den Jahren 1937 und 1941 geboren wurden.
Im Jahr 1937 wurde er bei Dagobert Frey promoviert mit einer Arbeit über das barocke Theater. Seine Dissertation, in der er die Entwicklung der Theaterdekoration von der Spätrenaissance bis zum spätbarocken Klassizismus verfolgte und die Parallelen zwischen der Raumbildung in Kirchen und auf der Bühne feststellte, wurde zum Standardwerk. Tintelnot war Assistent am kunsthistorischen Institut in Breslau. In den 1940er Jahren zeigte sich Tintelnot deutschnational und beschäftigte sich mit der Kunst des Mittelalters. 1943 vollendete er seine Habilitationsschrift mit dem Titel Die mittelalterliche Baukunst Schlesiens.
Als das Ende des „Dritten Reiches“ absehbar wurde, zog Tintelnot mit seiner Familie zunächst zurück nach Lemgo, wo er im elterlichen Haus in der Mittelstraße Unterkunft fand und zunächst im väterlichen Geschäft arbeitete. Außerdem organisierte er kulturelle Veranstaltungen und schuf Aquarelle, durch deren Verkauf er das Familieneinkommen aufbesserte. 1946 ging er an die Universität Göttingen, wo er 1950 oder 1951 außerplanmäßiger Professor wurde. Seine Ehefrau blieb in Lemgo und baute dort die Volkshochschule (VHS) auf; 1950 wurde sie die erste hauptamtliche VHS-Leiterin. Das Ehepaar Tintelnot trennte sich in den frühen Nachkriegsjahren.
In seiner Göttinger Zeit, in der er auch die Kunstsammlung der dortigen Universität betreute, schrieb er seine Werke zur barocken Freskenmalerei, zur Genese des Barockbegriffs und zur modernen Kunst seit dem Klassizismus. Tintelnot setzte den Beginn einer eigenständigen deutschen Entwicklung der Freskomalerei schon in der höfischen Kultur in Süddeutschland um das Jahr 1600 an, was nicht der verbreiteten Lehrmeinung entsprach, und beharrte bei der Vorstellung des Nationalcharakters, der sich in Kunstwerken äußere.
1959 zog Tintelnot nach Kiel in die Düppelstraße 54 und übernahm den Lehrstuhl Richard Sedlmaiers als Ordinarius am Kunsthistorischen Institut und wurde auch Direktor der Kunsthalle zu Kiel. Am 8. Juni 1959 wurde er außerdem Vorsitzender des Schleswig-Holsteinischen Kunstvereins. Tintelnot bemühte sich insbesondere, die Sammlung deutscher Kunst des 19. Jahrhunderts zu komplettieren. Zeitgenössische Kunst wurde unter Tintelnot aus Finanzgründen vor allem in Form von Grafiken und Zeichnungen angekauft. Vor seinen Studenten pflegte sich Tintelnot mitunter als Vertreter vergangener Epochen zu inszenieren. Bei einer Faschingsfeier des Kunsthistorischen Instituts erschien er im Kostüm des Kardinals Scipione Caffarelli Borghese nach einer Marmorbüste Berninis aus dem Jahr 1632 und ließ sich von allen Umstehenden den Ring küssen.
Aus gesundheitlichen Gründen trat Tintelnot 1967 vorzeitig in den Ruhestand. Er wurde in seiner Geburtsstadt bestattet.
Ein großer Teil seines Nachlasses ging in den Besitz seiner Töchter über. Im Breslauer Nationalmuseum wurden Aquarelle Tintelnots mit Breslauer Motiven wiederentdeckt, die möglicherweise für eine Ausstellung gesammelt worden waren, die wegen des Kriegsausbruchs nicht mehr stattgefunden hat. Postum wurden Werke Tintelnots im Jahr 2016 im Hexenbürgermeisterhaus in Lemgo ausgestellt.

## Werke
- Barocktheater und Barocke Kunst. Die Entwicklungsgeschichte der Fest- und Theater-Dekoration in ihrem Verhältnis zur bildenden Kunst, Berlin 1939
- Die barocke Freskomalerei in Deutschland. Ihre Entwicklung und europäische Wirkung, München 1951
- Die mittelalterliche Baukunst Schlesiens (= Quellen und Darstellungen zur schlesischen Geschichte, Bd. 1). Holzner, Kitzingen 1951.
- Vom Klassizismus zur Moderne (= Ullstein-Kunstgeschichte, Bd. 15 u. 16). Ullstein, Frankfurt am Main 1964.